# Elkland
Elkland és una població dels Estats Units a l'estat de Pennsilvània. Segons el cens del 2000 tenia 1.786 habitants.

## Demografia
Segons el cens del 2000, Elkland tenia 7 habitants, 2 habitatges, i 1 famílies. La densitat de població era de 293,4 habitants per quilòmetre quadrat.
Dels 2 habitatges en un 29% hi vivien nens de menys de 18 anys, en un 48,7% hi vivien parelles casades, en un 12,2% dones solteres, i en un 34,6% no eren unitats familiars. En el 31,5% dels habitatges hi vivien persones soles el 17,2% de les quals corresponia a persones de 65 anys o més que vivien soles. El nombre mitjà de persones vivint en cada habitatge era de 2,36 i el nombre mitjà de persones que vivien en cada família era de 2,91.
Per edats la població es repartia de la següent manera: un 24,1% tenia menys de 18 anys, un 7,4% entre 18 i 24, un 26,8% entre 25 i 44, un 22,3% de 45 a 60 i un 19,4% 65 anys o més.
L'edat mediana era de 39 anys. Per cada 100 dones de 18 o més anys hi havia 83,2 homes.
La renda mediana per habitatge era de 26.034 $ i la renda mediana per família de 33.523 $. Els homes tenien una renda mediana de 26.983 $ mentre que les dones 20.743 $. La renda per capita de la població era de 14.470 $. Entorn del 7,6% de les famílies i el 15,1% de la població estaven per davall del llindar de pobresa.

## Poblacions més properes
El següent diagrama mostra les poblacions més properes.